# The Death of Peace of Mind
The Death of Peace of Mind (estilizado em maiúsculas) é o terceiro álbum de estúdio da banda de metalcore americana Bad Omens, lançado em 25 de fevereiro de 2022 pela Sumerian Records. A própria banda produziu o álbum, enquanto a mixagem e masterização foram feitas por Zakk Cervini. As fotografias do álbum foram feitas por Oswaldo Cepeda, incluindo a capa.
O álbum ganhou o prêmio de melhor álbum do ano da Heavy Music Awards de 2023. A Alternative Press o elegeu como um dos melhores de 2022.

## Recepção
| Críticas profissionais   | Críticas profissionais |
| Avaliações da crítica    | Avaliações da crítica  |
| Fonte                    | Avaliação              |
| ------------------------ | ---------------------- |
| Distorted Sound Magazine | 7/10                   |
| Ghost Cult Magazine      | 8/10                   |
| Kerrang!                 | 3/5                    |
| Rock'N'Load Magazine     | 8/10                   |
| Sputnikmusic             | 4.0/5                  |
| Wall of Sound            | 7.5/10                 |

O álbum recebeu críticas positivas em geral. Paul Brown do Wall of Sound afirmou que "Bad Omens mais do que provou seu valor com The Death of Peace of Mind". Dan Stapleton da Rock'N'Load Magazine elogiou a banda e o álbum, dizendo que "Bad Omens criou um álbum fenomenal, que é fresco o suficiente para se destacar contra o resto de seu gênero, ao mesmo tempo em que é familiar o suficiente para ser facilmente acessível."

## Faixas
| N.º            | Título                       | Duração |  |
| 1.             | "Concrete Jungle"            | 3:40    |  |
| 2.             | "Nowhere to Go"              | 4:06    |  |
| 3.             | "Take Me First"              | 3:19    |  |
| 4.             | "The Death of Peace of Mind" | 4:01    |  |
| 5.             | "What It Cost"               | 1:42    |  |
| 6.             | "Like a Villain"             | 3:30    |  |
| 7.             | "Bad Decisions"              | 4:21    |  |
| 8.             | "Just Pretend"               | 3:24    |  |
| 9.             | "The Grey"                   | 4:06    |  |
| 10.            | "Who are you?"               | 3:37    |  |
| 11.            | "Somebody else."             | 3:56    |  |
| 12.            | "IDWT$"                      | 3:22    |  |
| 13.            | "What Do You Want from Me?"  | 2:55    |  |
| 14.            | "Artificial Suicide"         | 3:15    |  |
| 15.            | "Miracle"                    | 3:45    |  |
| Duração total: | Duração total:               | 53:08   |  |

## Ficha técnica
- Noah Sebastian – vocais
- Joakim "Jolly" Karlsson – guitarra solo
- Nicholas Ruffilo – guitarra rítmica
- Nick Folio – bateria

Produção
- Zakk Cervini – mixagem, masterização
- Sannkaed - assistente lírico

## Paradas
| Parada (2022–2023)                            | Posição de pico |
| --------------------------------------------- | --------------- |
| Australian Albums (ARIA)                      | 66              |
| UK Album Downloads (OCC)                      | 19              |
| UK Independent Album Breakers (OCC)           | 16              |
| Reino Unido (UK Rock & Metal Albums)          | 24              |
| Estados Unidos (Billboard Top Heatseekers)    | 1               |
| Estados Unidos (Billboard Independent Albums) | 37              |
| Estados Unidos (Top Hard Rock Albums)         | 11              |
| Estados Unidos (Top Rock Albums)              | 44              |